# Landevejsprincippet
Landevejsprincippet er et trafikpolitisk princip, der indebærer at det skal koste det samme at sejle med færge som at køre en tilsvarende strækning i bil på landevejen.
Landevejsprincippet blev første gang introduceret i 2003 som amtsvejsprincippet i rapporten ”Læsø, Samsø og Ærø – udvikling og muligheder” udarbejdet af AKF, Amternes og Kommunernes Forskningsinstitut. Rapporten var finansieret af Indenrigs- og Sundhedsministeriet og de fire kommuner på Læsø, Samsø og Ærø. Efter nedlæggelsen af amterne er princippet blevet omdøbt til landevejsprincippet.
Senere er begrebet blevet taget op i forskellige sammenhænge, således i 2013, hvor Ærø, Læsø og Samsø Kommuner udarbejdede rapporten ”Betalingsringen. Ærø, Læsø og Samsø”, som behandlede muligheden for at lade øboere sejle gratis og indførelse af landevejsprincippet for al øvrig person- og køretøjsoverførsel. Landevejsprincippet kaldes også RET-princippet, Road Equivalence Tariff. Dette begreb anvendes blandt andet i Transportministeriets rapport fra juni 2014 ”Rammerne for den fremtidige færgebetjening af Bornholm”, s. 41ff.
Konkret udmønter landevejsprincippet ved, at der gives (statsligt) tilskud til fx færgebilletter på færgefarten til øer for derved at nedbringe omkostningerne ved besøg på disse.